# Kryształ górski (film)
Rhinestone, w Polsce znany także pt. Kryształ górski – film fabularny (komedia muzyczna) produkcji amerykańskiej z 1984 roku.
Film otrzymał dwie Złote Maliny – w kategoriach najgorszy aktor oraz najgorszy utwór filmowy. Do antynagrody przyznano mu także nominacje w sześciu innych kategoriach, w tym dla najgorszego filmu.

## Obsada
- Sylvester Stallone – Nick Martinelli
- Dolly Parton – Jake Farris
- Richard Farnsworth – Noah Farris, ojciec Jake'a
- Ron Leibman – Freddie Ugo
- Tim Thomerson – Barnett Kale